# Hydrovatus balneator
Hydrovatus balneator är en skalbaggsart som beskrevs av Guignot 1954. Hydrovatus balneator ingår i släktet Hydrovatus och familjen dykare. Inga underarter finns listade i Catalogue of Life.